# Квінт Енній
Квінт Енній (лат. Quintus Ennius; 239 до н. е., Рудія — 169 до н. е., Рим) — давньоримський поет, драматург і сатирик, найвпливовіший в тріаді ранніх латинських епічних поетів, разом з Лівієм Андроніком та Гнеєм Невієм. Його поема «Аннали», що розповідає історію Риму від мандрів Енея до сучасності поета, була найпопулярнішим римським національним епосом у II-І ст. до н. е., поки її не затьмарив Вергілій своєю «Енеїдою».

## Біографія
Про самого Квінта Еннія відомо небагато. За походженням був греком і народився у 239 році до н. е. в м. Рудії (між Бріндізіоном і Тарентом) у колишній Великій Греції, що була завойована Римом за 40 років до його народження. у 204 році Марк Порцій Катон привіз Еннія в Рим з Сардинії, де той ніс військову службу. У столиці Енній займався педагогічною діяльністю і, завдяки своїм літературним здібностям, швидко завоював прихильність багатьох знатних римлян, що почали у той час усвідомлювати силу поезії. Зокрема, його шанували Сципіони.
У 189 році до н. е. Марк Фульвій Нобіліор, вирушаючи до Етолії, запросив з собою Еннія, щоб той потім зміг оспівати його подвиги. Син цього вельможі добився для Еннія в 184 році до н. е. прав римського громадянина. Помер Енній у 169 році до н. е. від подагри, через те що, за свідоцтвом Горація, полюбляв заохочувати свій поетичний талант дарами Вакха.
Знав три мови і, як він казав, «мав три серця». Це була його рідна оскійська мова, а також грецька, якою він здобував освіту, і латина.
Поетична діяльність Квінта Еннія охоплювала всі галузі поезії: серед його творів були трагедії, комедії, сатири. Втім, всі його праці дійшли до нас лише в уривках.

## «Аннали»
Найбільшу славу поету принесла його поема Annales (укр. літопис); пізніші граматики дали їй назву «Romais». Ймовірно, що Енній працював над «Анналами» значну частину свого життя і випускав їх неодноразово, доповнюючи кожне видання новими подіями. У повному вигляді поема, за припущенням, складалися з 18 книг, по 1500−1800 віршів у кожній, і розповідала історію римлян від прибуття міфічного Енея в Італію і до часів самого поета (подій 178—175 рр. до н. е). До нас дійшло трохи більше 600 віршів з приблизно 30 000.
У своїй праці приділяє значну увагу Другій Пунічній війні, що, за припущеннями і спонукала поета почати писати, але майже проігнорована Перша Пунічна війна.
Судячи з усього, Енній збирав для своєї праці численні матеріали у вигляді суспільних та приватних хронік, сімейних переказів тощо, і хотів створити художню епопею на кшталт Гомера. Це особливо виявляється з передмови до поеми, де Енній розповідав, що бачив уві сні Гомера, який розкрив йому таємниці всесвіту і потойбічного життя і повідомив, що душа його, Гомера, побувавши в тілі павича, переселилась тепер в Еннія.
Наслідування Гомеру проявилось і в тому, що Енній написав свою поему гекзаметрами, вперше в римській літературі використавши цей розмір. Ці спроби далеко не завжди були вдалими, чим частково пояснюється сувора оцінка твору Теодором Моммзеном .
Сучасні історики вважають, що поема також цінна як джерело відомостей з історії Стародавнього Риму і, свого часу, справила великий вплив на формування традиційних образів у римській історіографії.

## Інші твори
Енній пробував свої сили і в інших видах літератури. Збереглися уривки з 22 драм Еннія, з яких видно, що сюжети для трагедій він брав переважно з міфів про Троянську війну і в обробці їх примикав, головним чином, до Евріпіда, скепсис якого знаходив сильний відклик в душі Еннія.
З грецькими оригіналами Енній поводився досить вільно і, ймовірно, старався пристосувати їх до потреб римської сцени; так, наприклад, в «Іфігенії» хор дівчат, який виведений в Еврипіда, Енній замінив на хор солдатів. З римського життя нам достеменно відома лише одна п'єса Еннія — «Викрадення сабінянок». Від комедій Еннія залишилися лише два заголовки. Теренцій зараховує Еннія до авторів, які поєднували у своїх творах події з кількох грецьких оригіналів.
У дидактичному вірші «Epicharmus» Енній, приєднуючись до поглядів названого сицилійського філософа, виклав (у трохеїчних тетраметрах) його матеріалістичне натурфілософське вчення. Подібним раціоналістичним напрямком відрізняється і, написаний імовірно тим же розміром, твір «Euhemerus — sacra historia», який містив в собі відомий погляд на походження богів. Цей твір зберігся головним чином у переробленні Лактанція. Гумористичним доповненням до цієї філософії є дидактична поема (в гекзаметрах) з кухонного світу: «Hedyphagetica» («ласощі»); вцілілий уривок з неї перераховує різні сорти риб.
А ще Енній писав сатири та епіграми, і в останніх вперше, здається, започаткував у римській літературі елегійний дистих. Творам Еннія не вистачало художньої обробки, але він мав безперечний талант (ingenio maximus, arte rudis називає його Овідій) і тому, сильно вплинув на наступних поетів (наприклад, на Вергілія), які запозичили у нього багато красивих оборотів. Особливо цінували Еннія Цицерон та Вітрувій. За свідоцтвом Авла Гелія, ще в II-му столітті уривки з «Анналів» входили у програму публічних читань.
Один з найвідоміших римських педагогів І ст. н. е., Квінтіліан, сказав:
|  | Еннія нам слід шанувати немов гаї, священні своєю давниною, в яких величезні і старі дуби зачаровують не стільки красою, як святістю.Оригінальний текст (лат.) Ennium sicut sacros vetustate lucos adoremus, in quibus grandia et antiqua robora non tantam habent speciem quantam religionem |

## Зауваження
1. ↑  Для оцінки обсягу поеми і визначення її змісту дослідники опираються на свідоцтва античних письменників.

### Довідники
- Quintus Ennius в онлайн-версії «Encyclopædia Britannica».  (англ.)
- Ennius // Реальный словарь классических древностей / под ред. членов Общества классической филологии и педагогики Любкер Ф., Ф. Гельбке, Л. Георгиевского, Ф. Зелинского, В. Канского, М. Куторги и П. Никитина. — СПб., 1885.(нім.)(рос.)
- Энний, Квинт // Энциклопедический словарь : в 86 т. (82 т. и 4 доп.). — СПб. : Ф. А. Брокгауз, И. А. Ефрон, 1890—1907. (рос.)

### Книжки
- Ковалев С. И. История Рима. — Ленинград : Издательство Ленинградского государственного университета, 1948. — 809 с. (рос.)